# Trevelgue Head
Trevelgue Head, ou Porth Island (en français : île Porth) est un cap au nord-est de Newquay, aux Cornouailles, en Angleterre, à côté de Porth, à l'est de Newquay Bay (en français : baie de Newquay). 
Il s'agit d'un site d'un éperon barré datant de l'âge du fer avec des remparts défensifs ainsi que deux tumulus ronds datant de l'âge du bronze. 

## Caractéristiques
La péninsule est reliée au continent à l'est ; au sud se situe un port naturel (Porth). 
A l'est, nous trouvons des remblais. Il y a une seule berge et un fossé sur la partie la plus large de la péninsule près du continent. La large clôture entre cela et les remparts plus loin à l'ouest est protégée par des falaises au nord ; il existe un petit dénivelé au sud, une fois protégé par une extension du rempart extérieur,. 
Il y a un fossé au sein de la péninsule, traversé par un pont moderne où il y avait peut-être à l'origine un pont terrestre ; juste avant celui-ci, il y a trois bancs massifs ainsi que des fossés. Au-delà du fossé et à côté se trouve un rempart, puis un dernier rempart plus à l'ouest,.
Il y a deux tumulus ronds datant de l'âge du bronze ai sein des défenses : un tumulus dans l'enceinte la plus à l'est près des falaises, de 18 mètres de diamètre et 1.6 mètres de haut ; ainsi qu'un tumulus au sommet de la péninsule, vers l'ouest, de 25 mètres de diamètre et de 2.5 mètres de haut,. 

## Excavation

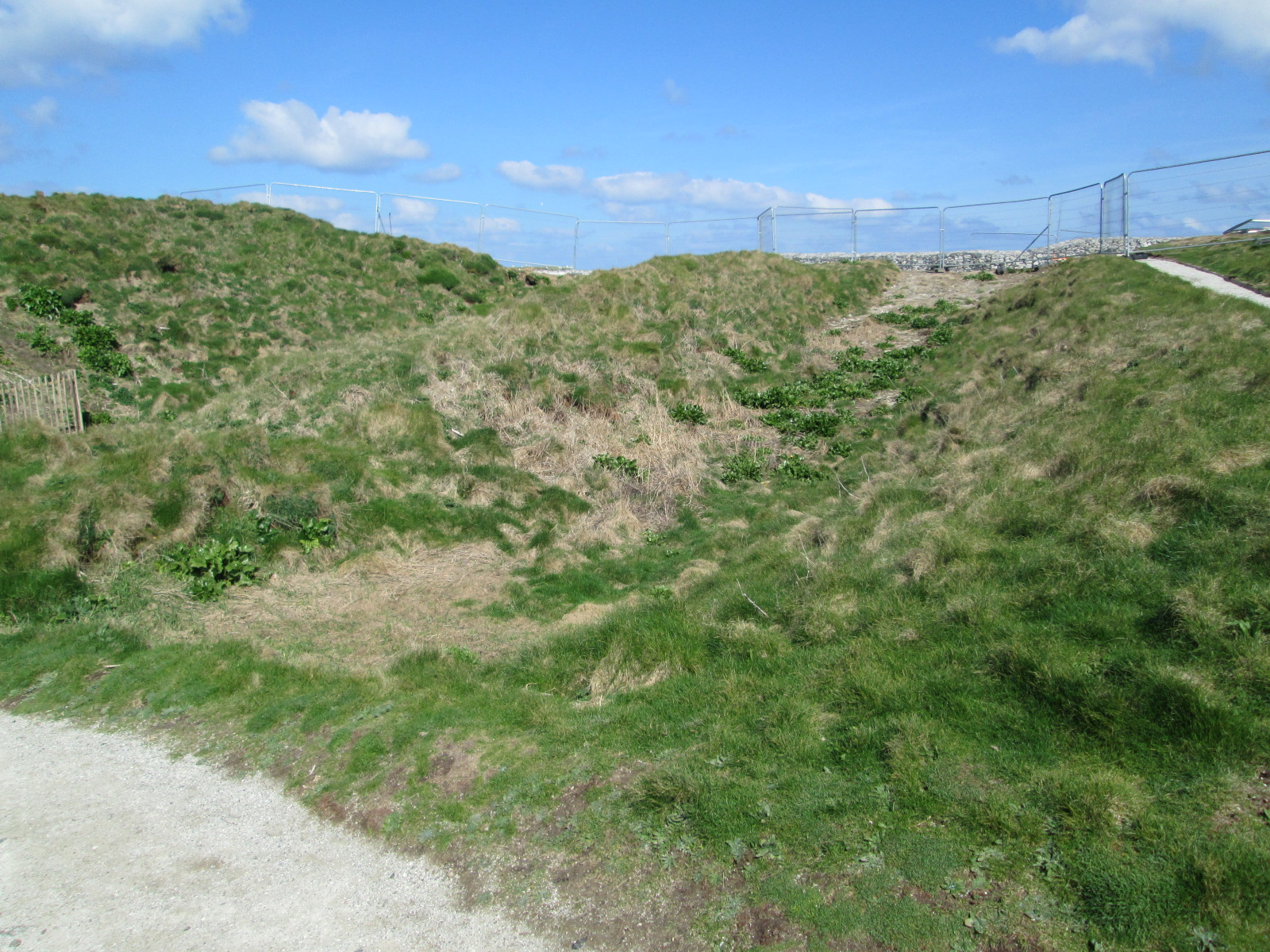
Les remparts (vus du sud)

Il y avait une excavation archéologique du site en 1939 réalisée par C. K. Croft Andrew ; le projet fût abandonné lors de l'explosion de la guerre et les conclusions ne furent pas dévoilées. En 1997, les découvertes furent analysées, et en 2011, la Cornwall Archaeological Unit (Unité Archéologique de Cornouailles) publia Trevelgue Head, Cornwall: the importance of CK Croft  Andrew’s 1939 excavations for prehistoric and Roman Cornwall. (Thevelgue Head, Cornouailles : l'importance des excavations de CK Croft Andrew réalisées en 1939 pour les Cornouailles préhistoriques et romaines,.

## Trouvailles de l'excavation
Il y eut une preuve que le site fût occupé pendant la période Mésolithique, mais la plupart des restes s'identifient à l'âge du fer,.

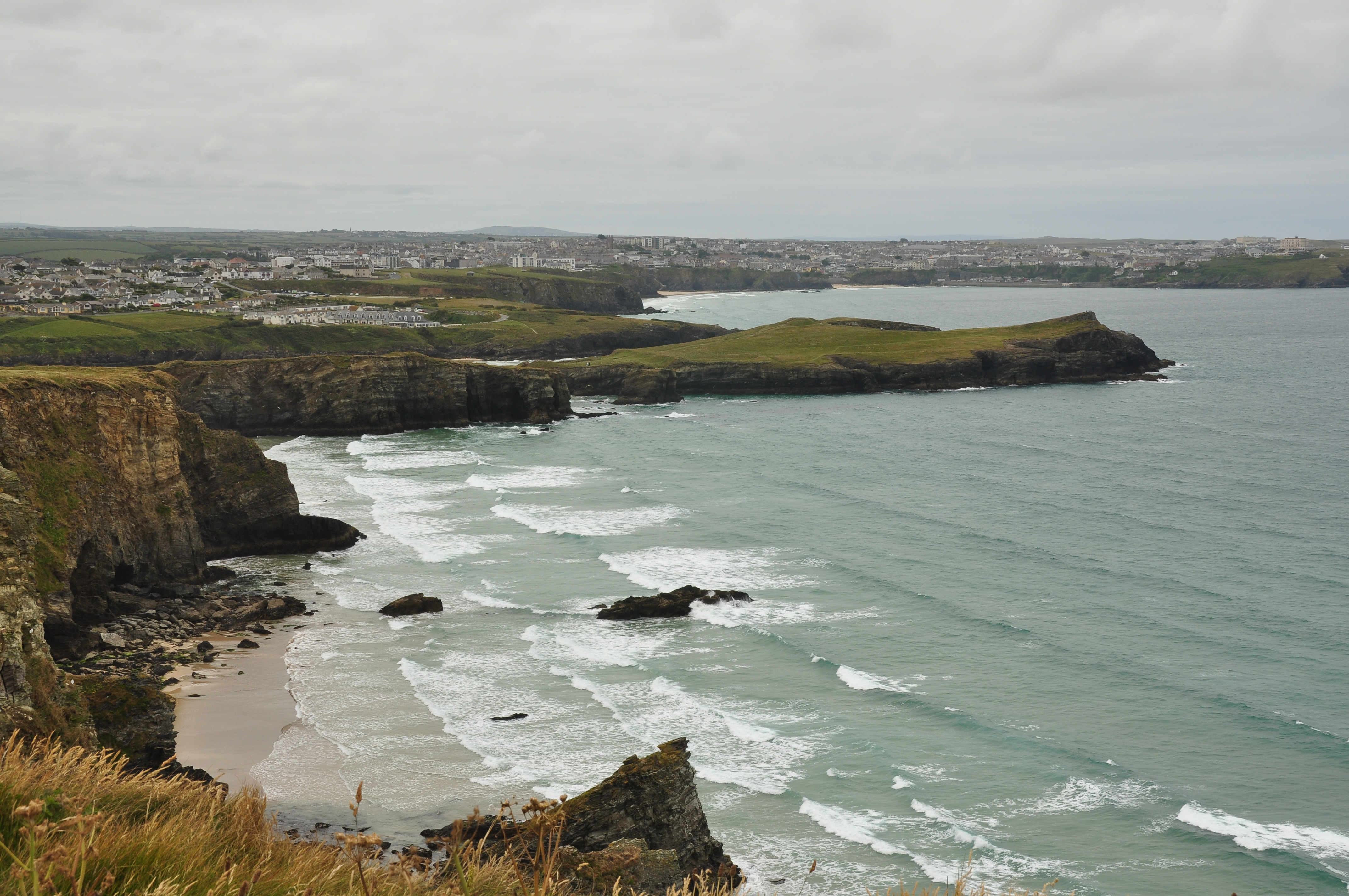
Trevelgue Head vu du nord

Il y a des fondations de rotondes datant de l'âge du fer, au IIe siècle avant Jésus-Christ. La plus large mesurait 14.5 mètres de diamètre : il y a des restes d'anneau de sept ou huit trous de poteaux ainsi qu'un foyer central. Le bâtiment, l'une des plus grandes tel que les rotondes trouvées aux Cornouailles, a pu avoir été un lieu de rassemblement, plutôt d'une habitation,,,. 
Il y a preuve de fondations en bronze et en fer : des fourneaux, des fosses de grillage du minerai, ainsi que des scories de 200 kg de fer ont été trouvés. Environ 600 éléments de pierre travaillée, plus de 4000 tessons de poterie, ainsi que des objets en étain, en cuivre, en fer et en verre ont été trouvés,,,.